# John Salmond

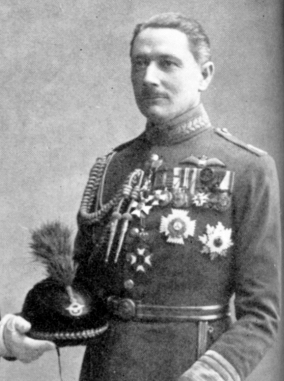
John Salmond, 1925

Sir John Maitland Salmond GCB, CMG, CVO, DSO & Bar (* 17. Juli 1881 in London; † 16. April 1968 in Eastbourne, East Sussex) war ein britischer Offizier, der in der Zwischenkriegszeit zum Marshal of the Royal Air Force und Chief of the Air Staff aufstieg.

## Leben
Salmond wurde als Sohn des Offiziers William Salmond geboren, der den Rang eines Major-General in der British Army erreichte. Zu seinen Geschwistern gehörten Geoffrey Salmond, Air Chief Marshal und ebenfalls kurzzeitig Chief of the Air Staff, und die Künstlerin Gwen Salmond. Er besuchte ab 1894 das Wellington College in Berkshire und das Royal Military College Sandhurst. 1901 wurde er als Second Lieutenant in das King’s Own Royal Lancaster Regiment aufgenommen und begab sich sofort nach Südafrika, um am Zweiten Burenkrieg teilzunehmen. Nach dem Kriegsende bewarb er sich um eine Abstellung zur West African Frontier Force, wurde aber aufgrund seines jungen Alters abgewiesen und erst 1903 akzeptiert. Aus gesundheitlichen Gründen wurde er 1906 zurück nach England versetzt und zeitweise auf halben Sold gesetzt.
1910 wurde er zum Captain befördert und besuchte 1912 die Central Flying School, wo er den Militärpilotenschein erwarb (Royal Aero Club Zertifikat Nr. 272). Er wurde dem Royal Flying Corps zugeteilt und befehligte eine Zeitlang einen Ausbildungsschwarm und eine Staffel an der Central Flying School. Im Mai 1914 erhielt er den Befehl über die in Farnborough stationierte No. 7 Squadron, die mit Sopwith Tabloid ausgerüstet war. Nach Beginn des Ersten Weltkriegs übernahm er die No. 3 Squadron, die mit der British Expeditionary Force an der Westfront eingesetzt wurde. Im April 1915 wurde er in administrativer Funktion zurück nach Farnborough versetzt, bevor er im August als temporärer Lieutenant Colonel mit dem No. 2 Wing wieder ein Frontkommando übernahm. Am 1. Februar erhielt er unter temporärer Beförderung zum Brigadier-General den Befehl über die II Brigade des RFC, wenig später über die V Brigade, VI Brigade und schließlich im Juli die Training Brigade des RFC. Im August 1917 wurde die Training Brigade zur Training Division aufgewertet und Salmond zum temporären Major-General befördert. Im Oktober des Jahres wurde er Director-General of Military Aeronautics im britischen Kriegsministerium und Mitglied des Air Council. Nach der Ernennung Hugh Trenchards zum ersten Chief of the Air Staff im Januar 1918 folgte er diesem in dessen bisheriger Stellung als Oberbefehlshaber der Einheiten des RFC in Frankreich nach. Er wurde während des Krieges mit zahlreichen Auszeichnungen bedacht.
Nach Kriegsende wurde er 1919 im permanenten Rang eines Air Vice-Marshal in die Royal Air Force übernommen. Es folgten Verwendungen als höherer Befehlshaber im Mutterland. Im Oktober 1922 wurde Salmond Air Officer Commanding des neugeschaffenen RAF Iraq Command, wodurch er General Aylmer Haldane als Oberbefehlshaber sämtlicher britischer Truppen im Mandat Mesopotamien nachfolgte. Dies entsprach der britischen Vorstellung, die Besatzungskosten durch die hauptsächliche Stützung auf Lufteinheiten ökonomischer gestalten zu können (vgl. Imperial Policing). 1923 wurde er hier zum Air Marshal befördert und kehrte Ende 1924 nach England zurück, um als Oberbefehlshaber die Air Defence of Great Britain zu übernehmen. 1928 war er zeitweilig der australischen Regierung für eine Inspektion der Royal Australian Air Force unterstellt, bevor er im Januar 1929 unter Beförderung zum Air Chief Marshal Air Member for Personnel wurde. Ein Jahr später wurde er als Nachfolger des langjährigen Chefs der Luftstreitkräfte Trenchard Chef des Luftstabs (CAS) und behielt diesen Posten bis April 1933. Im Januar 1933 erfolgte die Beförderung zum Marshal of the Royal Air Force. Sein älterer Bruder Geoffrey wurde sein Nachfolger, starb aber bereits nach kurzer Zeit im Amt, sodass John ihn temporär ersetzen musste, bis ein Nachfolger gefunden war.

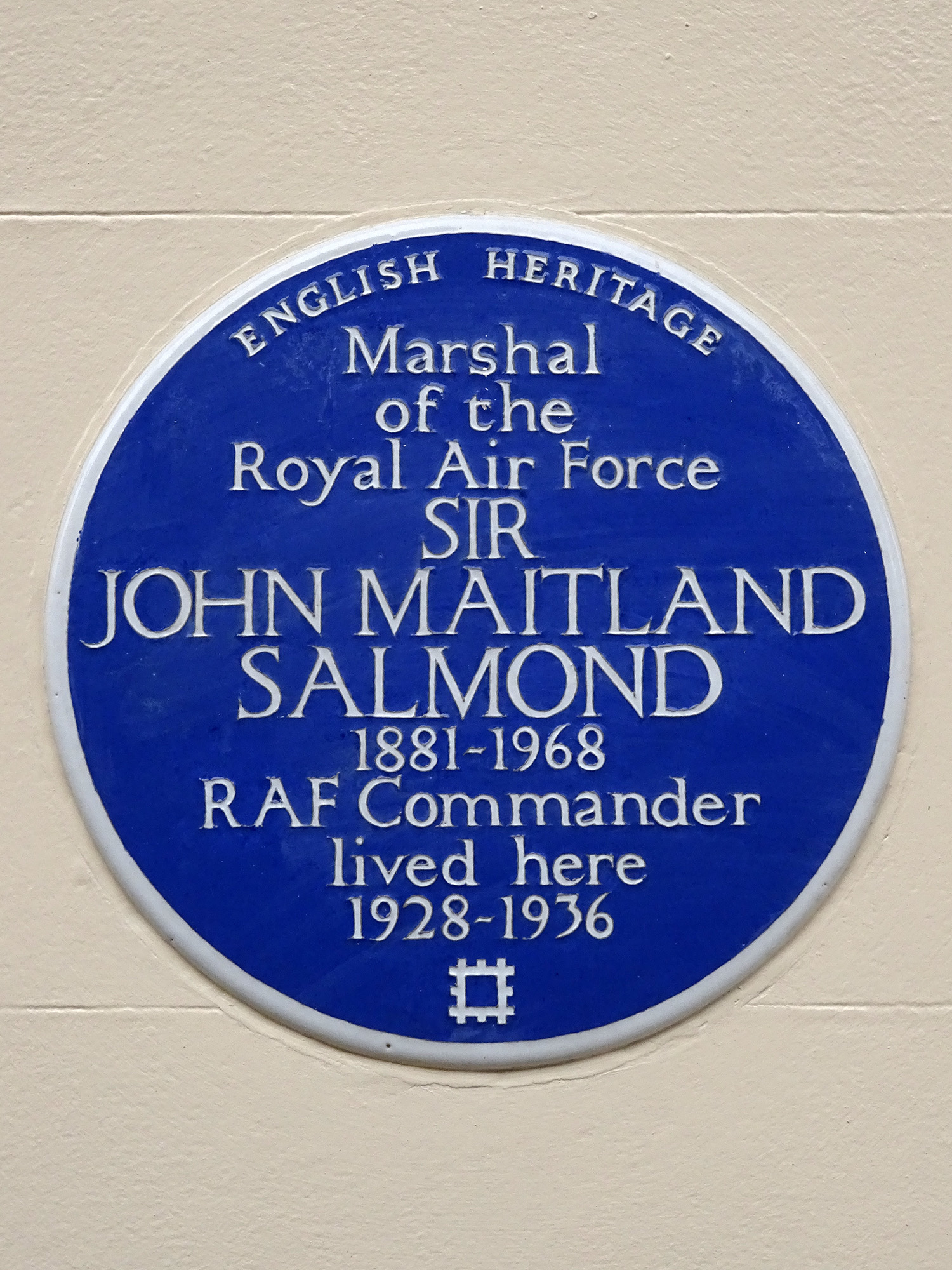
Erinnerungsplakette (Blue Plaque) im London Borough of Camden, wo Salmond zeitweilig lebte

Salmond arbeitete anschließend für Imperial Airways. 1938 akzeptierte er den Vorsitz über das Air Defence Cadet Corps. Zu Beginn des Zweiten Weltkriegs wurde Salmond Director of Armament Production im Ministerium für Flugzeugproduktion. Er arbeitete ferner als Vorsitzender eines Komitees über die Nachtluftverteidigung. 1941 gab er seinen Posten im Ministerium für Flugzeugproduktion auf, wurde aber sogleich von Charles Portal gebeten, eine neue Stellung als Generaldirektor für Flugleitung und luftunterstützte Wasserrettung anzunehmen. Diesen Posten bekleidete er bis 1943, als er sich aufgrund nachlassender Gesundheit weitgehend aus dem öffentlichen Leben zurückzog. Er blieb jedoch (insgesamt für 23 Jahre) Vorsitzender des Royal Air Force Club. 1953 nahm er an der Krönungsprozession für Königin Elisabeth II. teil.